# 埃爾克里克鎮區 (密蘇里州賴特縣)
埃爾克里克鎮區（英語：Elk Creek Township）是位於美國密蘇里州賴特縣的一個行政鎮區。

## 地方資料
埃爾克里克鎮區的面積為139.13平方千米，當中陸地面積為138.92平方千米，而水域面積為0.21平方千米。根據2020年美國人口普查的數據，當地共有人口393人，而人口密度為每平方千米2.82人。